# Jane Rogers (skådespelare)
Jane Rogers, död 1718, var en engelsk skådespelare.
Hon var engagerad vid United Company 1692-1695, Drury Lane Theatre 1695-1706, Her Majesty's Theatre 1706, Drury 1706-1714 och på Lincoln's Inn Fields 1714-1718. 
Hon nämns som sin tids mer uppmärksammade scenstjärnor.